# Siemowo
Siemowo is een dorp in de Poolse woiwodschap Groot-Polen. De plaats maakt deel uit van de gemeente Gostyń en telt 450 inwoners (2006).